# Atopsyche choronica
Atopsyche choronica är en nattsländeart som beskrevs av Oliver S. Flint Jr. 1974. Atopsyche choronica ingår i släktet Atopsyche och familjen Hydrobiosidae. Inga underarter finns listade i Catalogue of Life.